# Komuro Tecuja
Komuro Tecuja (小室哲哉; Fucsú, 1958. november 27. –; Hepburn: Tetsuya Komuro) vagy TK japán zenész, énekes-dalszerző, zeneszerző és zenei producer. Komuro a japán zeneipar történelmének legelismertebb  producere, aki bevezette a japán mainstreambe a dance stílust. Ő volt az egykori roppongi Velfarre diszkó tulajdonosa. Komurót az 1990-es években a popzene egyik legbefolyásosabb emberének tartották.
1996. április 15-én dalszerzőként és producerként kisajátította magának az Oricon kislemezlistájának első 5 helyet, amivel világrekordot állított fel. 1995-ben a JASRAC szerzői forgalmazási ranglistájának első három helyét is magáénak tudhatta, amivel új rekordot állított fel a japán zeneipar történelmében. Zenei produceri pályafutásának csúcsán a döntően az ő számait éneklő előadók TK család néven is ismertek voltak, aminek egykoron többek között Amuro Namie, Hitomi, a TRF, Kahala Tomomi és Szuzuki Ami is tagja volt. 2008-ig a Komuro által producerelt lemezekből több, mint 170 millió példányt adtak el.

## Élete és pályafutása

### 1979–94: Kezdeti pályafutása és a TM Network
Zenei pályafutása 1979-ben a Speedway együttes billentyűseként kezdődött. 1984-ben Ucunomija Takasival és Kine Naotóval megalapította a TM Network zenekart. Egy évvel később, 1985-ben megjelent első szólómunkája, a D, a vámpírvadász filmzenéje, amihez a TM Network is hozzájárult a film zárófőcím dalával. Ezt követően számos filmzenét készített, így a Ten to csi to és a Seven Days War zenei anyagát is.
Komuro 1989-ben szólóelőadóként jelentette meg a Running to Horizon és a Gravity of Love kislemezeket, mindkettő az Oricon eladási listájának első helyét érte el. Komuro 1989-ben és 1990-ben közreműködött Warren Cuccurullóval.
Komuro zeneszerzőként és producerként közreműködött Vatanabe Miszato My Revolution című dalán, a szám 1986-ban elnyerte a 28. Japan Record Awards fődíjat.
1990. július 7-én megjelent a TM Network The Point of Lovers’ Night kislemeze, ami az Oricon első helyén mutatkozott be a Wink Joru ni hagurete (Where Were You Last Night) című kiadványa előtt.
A TM Network 1990-ben TMN-re cserélte nevét. 1991-ben V2 néven közreműködött Yoshikivel, az X Japan dobosával és billentyűsével. 1994-ben feloszlott a TMN.

### 1994–97: Komuro zenei produceri kibontakozása
Komuro az 1990-es évek elejére idejének nagy részét más zenészek és együttesek számainak írására és producerelésére fordította. A dance zenei stílus egyik korai úttörője volt Japánban, az 1990-es években lett producerként igazán híres, amikor slágerek hosszú sorát írta olyan előadóknak, mint a TRF (TK Rave Factory), Kahala Tomomi, Amuro Namie, Szuzuki Ami, Hitomi, Sinohara Rjóko vagy a H Jungle with t. 1994-ben ő szerezte a Capcom videójátékán alapuló Street Fighter című japán animefilm zenéjét, melynek témazenéjét, az Itosiszato szecunaszato kokorozujoszatót Sinohara Rjóko és Komuro énekelte. A dal 1994. július 21-én jelent meg kislemezen, melyből összesen több, mint 2 millió példányt adtak el az Oricon adatai szerint. A film amerikai lokalizációjában nem szerepelt a dal.
A film zenéjének elkészítésében segítségére volt Pete Hammond és Dave Ford keverőmérnökök, akik a Stock Aitken Waterman brit zenei alkotócsapat otthonául szolgáló PWL lemezkiadónál dolgoztak. TK ezek mellett a zenei pályáját a TM Network tartalék billentyűseként kezdő Aszakura Daiszuke népszerű japán zeneszerző, billentyűs és zenei producer pályafutását is beindította. Aszakura Komuróra szenszeijeként, azaz tanáraként tekint.
TK a tengerentúli pályafutását az 1997-ben bemutatott Féktelenül 2. – Teljes gőzzel című amerikai film főcímdalának újrakeverésével kezdte meg, amit később Szakuraba Kazusi japán MMA-legenda és Johnny Smith brit profi pankrátor is a bevonulózenéjének választott.

### 1998–2007: További pályafutása
Komuro szólóénekesként és zenészként is jelentett meg albumokat, illetve tagja volt a Globe, a Kiss Destination és a Gaball együtteseknek is. 1998. december 31-én a Globe Wanna Be a Dreammaker című száma elnyerte a 40. Japan Record Awards fődíját. Komuro, Ucunomija és Kine 1999-ben TM Network néven újra összeállt, azóta is aktívak.
Komuro 1998 és 2001 között Jean-Michel Jarre francia billentyűssel is közreműködött. A páros írta meg az 1998-as labdarúgó-világbajnokság témazenéjét, a Together Nowt, illetve számos egyéb dalon és remixen is együttműködött. TK és Jarre 2001. január 1-jén az okinavai tengerparton koncertet is adott.

### 2008: Csalása
Komurót 2008. november 4-én örizetbe vették, majd csalásért elítélték, mivel 500 000 000 jent csalt ki egy hjógói befektetőtől a dalainak jogaiért, amit viszont korábban már valaki másnak eladott. Sajtójelentések szerint a pénzzel egykori felesége házastársi eltartási díjának egy részét akarta fedezni. 2009 januárjában a bíróságon elismerte a csalást.
2009 márciusában Macuura Maszato, az Avex Group Holdings elnöke kiegyenlítette a felperes veszteségeit és további 100 millió jen kártérítést és 48 millió jen késedelem díjat fizetett neki. Macuura azt is hozzáfűzte, hogy Komuro közvetlenül az ő irányítása alatt fog az Avexnél dolgozni.
Komurót 2009. május 11-én három év felfüggesztett börtönbüntetésre ítélték. A bíró szerint Komuro felelősség felvállalása és a kárpótlás nagyban befolyásolta a végső ítéletet, illetve azt is megjegyezte, hogy Komuro bebörtönzésével semmit sem nyerne a társadalom.

### 2009–2018: Visszatérése, visszavonulása
Komuro 2009. augusztus 22-én meglepetésvendégként fellépett az Avex Group Holdings a-nation koncertsorozatán, ahol a slágereinek egyvelegét játszotta, majd újra összeállt a Globe tagjaival, Marc Pantherrel és feleségével, Keikóval.
Komuro szerezte az AAA Aitai rijú/Dream After Dream (jume kara szameta jume) című dupla A oldalas kislemezét, amely 2010. május 5-én jelent meg.
TK szerezte Hamaszaki Ajumi Love Songs albumának szinte összes dalát, illetve az énekesnő 2013-ban megjelent Feel the Love kislemezét.
Komuro 2018. január 19-én, miután egy bulvármagazin riportot közölt állítólagos félrelépéséről, visszavonult a zenei ipartól.

## Diszkográfia
Stúdióalbumok
- Digitalian Is Eating Breakfast (1989. december 9.)
- Psychic Entertainment Sound (Mr. Maric közreműködésével, 1990. szeptember 21.)
- Hit Factory (1992. október 21.)
- Piano Voice: TK Piano Works (2003. március 19.)
- Far Eastern Wind – Winter (2008. február 13.)
- Far Eastern Wind – Spring (2008. március 5.)
- Far Eastern Wind – Summer (2008. július 23.)
- Far Eastern Wind – Autumn (2008. szeptember 10.)
- Digitalian Is Eating Breakfast 2 (2011. május 4.)
- Digitalian Is Eating Breakfast 3 (2013. március 6.)
- EDM Tokyo (2014. április 2.)

koncertalbumok
- Tetsuya Komuro Jungle Massive (1995. július 19.)
- TK-Trap (1996. május 22.)
- Synthesized Trance Vol. 1 (2002. november 20.)
- Synthesized Trance Vol. 2 (2003. február 26.)

Válogatásalbumok
- Saga: Tetsuya Komuro Classic Selection (1992. december 2.)
- TK Million Works (1996. november 16.)
- Arigato 30 Million Copies: Best of TK Works (2000. március 23.)
- Piano Globe: Globe Piano Collection (2003. március 19.)
- Piano Wind: TK Ambient Selection (2003. március 19.)
- The Greatest Hits: S (2006. február 22.)
- The Greatest Hits: A (2006. február 22.)
- TK Instrumental Works Selection 1986–2003 (2006. február 22.)
- Komuro Tetsuya Meets Vocaloid (2012. március 28.)

Remixalbumok
- Blue Fantasy – Love & Chill Out With Trance Remixes (2002. június 21.)
- Cream of J-Pop (2007. július 4.)
- Digitalian is Remixing (2012. március 21.)
- DEBF EDM 2013 Summer (2013. szeptember 25.)

Filmzenék
- D, a vámpírvadász (1985. december 21.)
- Seven Days War (1988. augusztus 5.)
- Ten to csi to (1990. június 1.)
- Mademoiselle Mozart (1991. december 26.)
- Hatacsi no jakuszoku (1992. november 27.)
- Street Fighter (1994. november 21.)
- Hitori ni sinaide (1995. szeptember 10.)
- Private Actress (1998. november 18.)
- Baober in Love (2004. március 2.)
- Zoids: Fuzors (2005. január 19.)
- Punchline (2015.)

Gyűjteményes kiadások
- TK 1998 (1998. november 26.)
- TK Box: Tetsuya Komuro Hit History (2011. május 31.)
- Far Eastern Wind: Complete (2012. március 28.)

Kislemezek
- Running to Horizon (1989. október 28.)
- Gravity of Love (1989. november 17.)
- Christmas Chorus (1989. december 1.)
- Heaven and Earth (1990. április 21.)
- Eien to nazukete Daydream (1991. december 12.)
- Haitoku no hitomi (Eyes of Venus) (V2 név alatt, 1992. január 19.)
- Magic (1992. október 1.)
- Pure (Hyper Mix) (1992. november 27.)
- Silent Lover (közr. C+C Music Factory, 1995. április 21.)
- Speed TK Re-Mix (1997. július 9.)
- Call Me Anytime (közr. Y.U.M, 2000. szeptember 20.)
- Blue Fantasy – Love & Chill Out (2001. október 24.)
- Speed TK Re-Mix: Hono no koma (2001. október 24.)
- Embryo (közr. Lifecell, 2003.)
- Someday MF Remix (2006. január 5.)
- If You Like It or Not (2006. január 5.)
- Buddha Bar (2006. március 7.)
- Someday 2006 (2006. április 22.)
- Arasijama (2006. augusztus 8.)
- I Want You Back (MF247 Remix) (2006. október 4.)
- Angelina (MF Prepromix)  (2006. december 9.)
- Guts Daze!! (DJ TK Mix) (2007. április 1.)
- Now 1 (2013. január 30.)
- Nidzsúniszeiki e no kakehasi (közr. Maejadama Kenicsi, 2013. december 4.)
- Freedom (Remode)/Love Again (Remode) (2015. július 8.)
- #RUN (közr. Kanda Szajaka és Tofubeats, 2015. december 23.)
- Have Dreams! (közr. Cunku és May J., 2016. április 13.)
- A New Lease on Life (2016. május 9.)
- Blue Ocean (2016. június 15.)

## Együttműködések
Komuro Tecuja az alábbi zenészekkel működött együtt:
- AAA
- Amuro Namie
- Backstreet Boys
- Bananarama
- Blaque Ivory
- BoA
- Common
- Cuiling
- Aszakura Daiszuke
- Dannii Minogue
- Diva
- DJ Krush
- Imai Eriko
- fripSide
- Gaball
- Geisha Girls
- Meg
- Globe
- H Jungle with T
- Hitomi
- Hamasaki Ajumi
- Nami Tamaki
- Jean-Michel Jarre
- Olivia Lufkin
- Kahala Tomomi
- Keiko
- Kimeru
- Kiss Destination
- Krayzie Bone
- Koda Kumi
- Macuda Szeiko
- Macumoto Tak
- Miku Reika
- Mijazava Rie
- Mizuki Arisza
- Mocsida Kaori
- Mike Dierickx
- R9
- Ring
- Nakamori Akina
- Nile Rodgers
- Szakamoto Rjúicsi
- Scandal
- Sinohara Rjóko
- Szuzuki Ami
- Tohko
- Joe Lynn Turner
- TM Network (TMN)
- Minami Takahasi
- Ucunomija Takasi
- Takamizava Tosihiko
- TRF
- Ucsida Juki
- Vatanabe Miszato
- Y.U.M
- Yoshiki